# レジノー・ウーティエ
レジノー・ウーティエ（Réginaud Outhier、名前はReginald 、Regnauldとも、1694年8月16日 - 1774年4月12日）は、フランスの聖職者・天文学者・地理学者である。
聖職の傍ら天文学の研究を行い、1727年に太陽と月の動きを示す天球儀を作った。1731年に科学アカデミーに選ばれた。1736年のピエール・ルイ・モーペルテュイや、アレクシス・クレローらとともに、地球の形状を調べるための子午線弧長を測量するラップランドの調査隊に加わった一人である。著書にラップランドでの測量までに至る様子を詳細に記したJournal d'un voyage au Nord: en 1736 et 1737（1744, 1746。復刻版: Nabu Press (2010), ISBN 9781142718312）などがある。